# Wybory parlamentarne na Tonga w 2005 roku
Wybory do parlamentu Tonga w 2005 odbyły się 16 i 17 marca. Do obsadzenia w głosowaniu powszechnym było 9 na 30 miejsc w Zgromadzeniu Ustawodawczym (Fale Alea) na 3-letnią kadencję w okręgach wielomandatowych. Spośród pozostałych miejsc 9 jest obsadzanych również w drodze wyborów przez liczącą 33 osoby szlachtę.

## System wyborczy
Prawo do głosowania na przedstawicieli ludu mieli wszyscy obywatele Tonga mający ukończone 21 lat, piśmienni i (w przypadku mężczyzn) nienależący do szlachty. Kandydować na przedstawicieli ludu w Zgromadzeniu mogły osoby posiadające czynne prawo wyborcze i nieposiadające długów wyższych niż pozwalał próg określony w prawie. Kraj został podzielony na pięć okręgów wyborczych. Kandydaci musieli przedstawić podpisy poparcia 50 wyborców z własnego okręgu i wpłacić depozyt wysokości 100 $T, który odzyskiwali, jeśli zdobyli określony odsetek głosów (6,3% lub 10%, w zależności od okręgu).
Oprócz przedstawicieli ludu i szlachty w Zgromadzeniu Ustawodawczym zasiedli z urzędu członkowie mianowanej przez króla Tajnej Rady (10 ministrów) oraz dwóch gubernatorów (Haʻapai i Vavaʻu).

## Kampania i wyniki
W listopadzie 2004 król Tupou IV wprowadził zmianę, określoną mianem rewolucyjnej – czterech ministrów nowego rządu miało zostać wyselekcjonowanych spośród parlamentarzystów pochodzących z wyboru, w tym po raz pierwszy w historii Tonga dwóch ministrów miało pochodzić z ludu.
Do wyborów zarejestrowała się rekordowa liczba 65 555 osób. W głosowaniu wzięło udział 33 119 wyborców (frekwencja 50,52%). O 9 miejsc dostępnych dla przedstawicieli ludu ubiegało się 64 kandydatów, w tym 6 kobiet. Kandydatom startującym pod szyldem Ruchu na rzecz Praw Człowieka i Demokracji (HRDM) przypadło 8 spośród nich. Do Zgromadzenia Ustawodawczego nie dostał się popierający demokratyzację bratanek króla, książę Tuʻipelehake, starający się o jedno z 9 miejsc przypadających szlachcie.
W 2005 po raz czwarty w historii Tonga jeden z mandatów w Zgromadzeniu Ustawodawczym przypadł kobiecie. W wyborach uzupełniających na jedno z miejsc opróżnionych w związku z powołaniem ministrów posłanką została wybrana Leopolo Taunisila. Rok później, w maju 2006, członkinią Zgromadzenia została kolejna kobieta, ʻAlisi Taumoepeau, mianowana przez króla na ministra sprawiedliwości jako pierwsza w dziejach Tonga kobieta powołana na stanowisko ministra.

## Wybory uzupełniające
W związku z powołaniem do rządu czterech członków Zgromadzenia konieczne stały się wybory uzupełniające. Odbyły się one 3 i 5 maja 2005. Jeden ze zwolnionych mandatów zdobył Clive Edwards z nowo powstałej Demokratycznej Partii Ludowej, który uzyskał 38,3% głosów.

## Źródło
- Historical Archive of Parliamentary Election Results (2005). Inter-Parliamentary Union. [dostęp 2016-08-04]. (ang.).